# Interzonenturnier Biel 1985
Das Interzonenturnier Biel 1985 wurde im Juli 1985 als Rundenturnier mit 18 Teilnehmern in Biel ausgetragen. Es wurde vom Weltschachbund FIDE organisiert und sollte vier Teilnehmer des Kandidatenturniers zur Schachweltmeisterschaft 1987 ermitteln. 

## Abschlusstabelle
|    | Teilnehmer            | 01 | 02 | 03 | 04 | 05 | 06 | 07 | 08 | 09 | 10 | 11 | 12 | 13 | 14 | 15 | 16 | 17 | 18 | Punkte |
| -- | --------------------- | -- | -- | -- | -- | -- | -- | -- | -- | -- | -- | -- | -- | -- | -- | -- | -- | -- | -- | ------ |
| 01 | Rafael Vaganian       |    | ½  | ½  | 1  | 1  | ½  | ½  | ½  | ½  | ½  | ½  | ½  | 1  | 1  | 1  | 1  | 1  | 1  | 12½    |
| 02 | Yasser Seirawan       | ½  |    | ½  | ½  | ½  | ½  | 0  | ½  | ½  | ½  | 1  | 1  | 1  | ½  | 1  | 1  | 1  | 1  | 11½    |
| 03 | Andreï Sokolov        | ½  | ½  |    | ½  | 0  | ½  | ½  | ½  | ½  | ½  | 1  | ½  | 1  | ½  | 1  | 1  | 1  | 1  | 11     |
| 04 | Nigel Short           | 0  | ½  | ½  |    | 1  | 1  | 0  | ½  | ½  | 1  | ½  | ½  | 1  | 1  | ½  | ½  | ½  | 1  | 10½    |
| 05 | John van der Wiel     | 0  | ½  | 1  | 0  |    | 0  | 1  | ½  | ½  | ½  | 1  | 1  | 1  | ½  | 1  | ½  | ½  | 1  | 10½    |
| 06 | Eugenio Torre         | ½  | ½  | ½  | 0  | 1  |    | ½  | 0  | ½  | ½  | 0  | 1  | 1  | 1  | 1  | ½  | 1  | 1  | 10½    |
| 07 | Lew Polugajewski      | ½  | 1  | ½  | 1  | 0  | ½  |    | 1  | ½  | 1  | 0  | ½  | 0  | ½  | 0  | ½  | 1  | 1  | 9½     |
| 08 | Ljubomir Ljubojević   | ½  | ½  | ½  | ½  | ½  | 1  | 0  |    | ½  | 1  | ½  | ½  | ½  | ½  | ½  | ½  | 1  | ½  | 9½     |
| 09 | Ulf Andersson         | ½  | ½  | ½  | ½  | ½  | ½  | ½  | ½  |    | ½  | ½  | ½  | ½  | ½  | 1  | ½  | 1  | ½  | 9½     |
| 10 | Amador Rodríguez      | ½  | ½  | ½  | 0  | ½  | ½  | 0  | 0  | ½  |    | ½  | 1  | 1  | ½  | 0  | ½  | ½  | 1  | 8      |
| 11 | Gyula Sax             | ½  | 0  | 0  | ½  | 0  | 1  | 1  | ½  | ½  | ½  |    | 0  | 0  | 1  | 0  | ½  | 1  | 1  | 8      |
| 12 | Vlastimil Jansa       | ½  | 0  | ½  | ½  | 0  | 0  | ½  | ½  | ½  | 0  | 1  |    | 1  | ½  | 0  | 0  | 1  | 1  | 7½     |
| 13 | Miguel Quinteros      | 0  | 0  | 0  | 0  | 0  | 0  | 1  | ½  | ½  | 0  | 1  | 0  |    | 1  | 1  | 1  | 1  | ½  | 7½     |
| 14 | Margeir Pétursson     | 0  | ½  | ½  | 0  | ½  | 0  | ½  | ½  | ½  | ½  | 0  | ½  | 0  |    | 1  | 1  | ½  | ½  | 7      |
| 15 | Lev Gutman            | 0  | 0  | 0  | ½  | 0  | 0  | 1  | ½  | 0  | 1  | 1  | 1  | 0  | 0  |    | 1  | ½  | 0  | 6½     |
| 16 | Li Zunian             | 0  | 0  | 0  | ½  | ½  | ½  | ½  | ½  | ½  | ½  | ½  | 1  | 0  | 0  | 0  |    | ½  | ½  | 6      |
| 17 | Charles Partos        | 0  | 0  | 0  | ½  | ½  | 0  | 0  | 0  | 0  | ½  | 0  | 0  | 0  | ½  | ½  | ½  |    | 1  | 4      |
| 18 | Ángel Martín González | 0  | 0  | 0  | 0  | 0  | 0  | 0  | ½  | ½  | 0  | 0  | 0  | ½  | ½  | 1  | ½  | 0  |    | 3½     |

## Stichkampf um Platz 4
Die drei punktgleichen Spieler absolvierten im Anschluss an das Hauptturnier an gleicher Stelle einen Stichkampf zur Ermittlung des vierten Qualifikanten. Dabei traf jeder Spieler dreimal auf jeden seiner Konkurrenten.
Da Short und van der Wiel erneut punktgleich blieben, entschied die bessere Sonneborn-Berger-Wertung aus dem Interzonenturnier zu Gunsten des Engländers
| Name              | 1 | 1 | 1 | 2 | 2 | 2 | 3 | 3 | 3 | Gesamt |
| ----------------- | - | - | - | - | - | - | - | - | - | ------ |
| Nigel Short       |   |   |   | 0 | ½ | 0 | 1 | 1 | 1 | 3½     |
| John van der Wiel | 1 | ½ | 1 |   |   |   | ½ | 0 | ½ | 3½     |
| Eugenio Torre     | 0 | 0 | 0 | ½ | 1 | ½ |   |   |   | 2      |